# Mimusops antsiranensis
Mimusops antsiranensis là một loài thực vật có hoa trong họ Hồng xiêm. Loài này được F.Friedmann mô tả khoa học đầu tiên năm 1980.